# Związek Rosjan Litwy
Związek Rosjan Litwy (ros. Союз русских Литвы, СРЛ, lit. Lietuvos rusų sąjunga, LRS) – litewska partia polityczna i organizacja społeczna reprezentująca interesy mieszkających na Litwie Rosjan, powstała w 1995 i wyrejestrowana w 2021.

## Historia
Ugrupowanie powstało w październiku 1995 podczas zjazdu w wileńskim kinie Pergales. Jego przewodniczącym przez cały okres funkcjonowania był Siergiej Dmitrijew. Organizacja deklarowała dążenie do integracji społecznej Rosjan na Litwie, zapewnienia im praw narodowych, kulturalnych i socjalnych przez państwo litewskie. Wypowiadała się również za tolerancyjną polityką wobec wszystkich mniejszości narodowych i poprawnymi relacjami z Rosją i krajami WNP.
Związek grupował swoich członków głównie w Wilnie, Kownie, Kłajpedzie i Wisaginii – miastach zamieszkałych w większości (Wisaginia) lub w istotnej części przez ludność rosyjskojęzyczną. W 2007 ugrupowanie weszło w skład organizowanej przez Tatjanę Ždanokę federacji rosyjskich partii w Unii Europejskiej.
W 2021 partia została wyrejestrowana.

## Udział w wyborach parlamentarnych i samorządowych
W 1996 organizacja po raz pierwszy wzięła udział w wyborach do Sejmu Republiki Litewskiej, jednak poniosła porażkę, uzyskując 1,63% głosów w skali kraju i nie wprowadzając swych przedstawicieli do parlamentu. W wyborach samorządowych z 1997 związek uzyskał 10 mandatów w radzie miejskiej Wilna oraz 7 mandatów w radzie miejskiej Kłajpedy. W wyborach parlamentarnych w 2000 związek wystartował w koalicji z Litewską Demokratyczną Partią Pracy, Litewską Partią Socjaldemokratyczną i Partią Nowej Demokracji, uzyskując 3 mandaty w Sejmie, które przypadły Siergiejowi Dmitrijewowi, Vladimirasowi Orechovasowi oraz Jurgisowi Utovce.
W wyborach do parlamentu europejskiego w 2004 ugrupowanie wystartowało w koalicji z Akcją Wyborczą Polaków na Litwie. Łącznie obie partie uzyskały 5,71% głosów w skali kraju, jednak nie otrzymały żadnego z litewskich mandatów w Parlamencie Europejskim. W 2008 ugrupowanie samodzielnie wystartowało do Sejmu, uzyskując około 0,9% głosów.
Po 2000 niewielkie sukcesy Związek Rosjan Litwy odnosił w wyborach lokalnych, wprowadzając radnych do samorządów Kłajpedy, Wisagini czy Wilna: w 2002 uzyskał ogółem 11 mandatów, w 2007 – 5 mandatów, w 2011 i 2015 – po 3 mandaty (w 2019 ugrupowanie nie wystawiło list pod swoim szyldem).
W wyborach parlamentarnych w 2012 działacze partii wystartowali z ramienia Partii Pracy, co pozwoliło ich liderowi powrócić do Sejmu. Mandat poselski w tymże roku uzyskała też jego siostra i działaczka związku Larisa Dmitrijeva. Reprezentację parlamentarną partia utraciła w 2016.